# Джаз (трансформер)
Джаз (англ. Jazz) — персонаж вымышленной Вселенной трансформеров. Принадлежность — автобот. Функция в команде — диверсии и спецоперации.

## Внешность
Рост — 6,42 метра (в фильме — 4,57 метра). Вес — 1,3 тонны.
В расцветке корпуса сочетаются черный и серебристо-белый цвета. Шлем снабжён двумя чувствительными антеннами, напоминающими кошачьи уши. Оптические датчики ярко-голубые, обычно закрыты черно-голубым визором. Манипуляторы четырёхпалые. В форме робота колёса скрываются в плечевых и голеностопных отделах экзоскелета. Всегда начищен и отполирован, ибо, что уж скрывать, любит покрасоваться и каждую царапину воспринимает как «врага народа» и личное оскорбление. Очень привередлив, питает склонность к новейшим моделям автомобилей и всегда выбирает что-нибудь спортивное, очень дорогое и привлекающее внимание: к примеру, сразу по прибытии на Землю отсканировал самую роскошную машину в автосалоне — серебристый родстер Pontiac Solstice (длина — 4 метра, высота — 1,28 метра), который и сделал своей альт-формой.
Как отмечают крититки, озвучивание Джаза идёт с явным афро-американским акцентом, создавая таким образом для этого трансформера и для Бластера намёк на некоторую их «этническую» особенность.

## Биография

### «The Transformers»
Изначально созданный на Кибертроне ещё в мирное время, Джаз был сконструирован для добычи энергона в шахтах. Что и как пошло не так — неизвестно, но трансформер получился слишком мелкий и своенравный для такой работы. Впрочем, ему самому это оказалось только «на манипулятор». Джаз закончил Кибертронскую Академию и со временем стал лучшим диверсантом. Мирное время кончилось, и пришла пора выбирать сторону. Как он пришёл к автоботам — неизвестно. Попав под командование Прайма, дослужился до лейтенанта. В своём заместителе Оптимуса устраивало все — исполнительность, верность и преданность делу, готовность бросаться в самую гущу боя, брать самое сложное задание. Единственное, что немного пугало, так это «безбашенность» автобота. Просто так воевать Джазу было неинтересно, и задания он выполнял со всевозможными финтами (после чего ему же и доставалось). Но выполнял, и, как правило, вполне удачно.

Попав с Оптимусом на Землю, он буквально влюбился в эту планету, умудрился «подсесть» на Интернет и музыку, поэтому в свободное время его за антенны нельзя было оттащить от многочисленных клубов. В скором времени он совместно с другим таким же «фанатом» земной музыки, Бластером, организовал дискотеку на базе автоботов. Те, правда, в массе своей изначально не были от этой затеи в большом восторге, но затем смирились.
Приобретённые Джазом обширные познания в области масс-культуры и социологии сделали его настоящим экспертом по контактам и незаменимым помощником Оптимуса Прайма в деле налаживания дружеских отношений с людьми. Согласно шкале данных его показатели оцениваются следующим образом : ловкость - 10 , скорость, храбрость, опыт - 10, интеллект - 9, огневая мощь - 9, выносливость и сила - 9 .

### «Transformers: Scramble City»
Джаз был в отряде, дважды отбивавшем атаки десептиконов на секретный завод автоботов. Во время первой из них его чуть не раздавило булыжником, брошенным Девастатором.

### «Transformers: The Headmasters»
В этом сериале Джаз фигурирует лишь в отдельных эпизодах. Выполняет обязанности заместителя Ультра Магнуса — начальника штаба автоботов на Земле. Во второй половине сериала стал Праймом. Носил матрицу , позже отдал её Оптимусу Прайму.

### «Transformers: Animated»
Прибывает в Детройт в составе подразделения Элитной Oхраны Кибертрона, вместе с Ультра Магнусом и Сентинелом Праймом, с задачей забрать контейнер с «Оллспарком» и вернуть его на Кибертрон. Как ни удивительно, вначале он опасается людей — даже маленькая девочка Сари Самдэк приводит его в ужас… Однако в дальнейшем он привыкает к виду и манерам землян и охотно сотрудничает с Оптимусом Праймом и его командой. Помогает улаживать конфликты между Оптимусом и Сентинелом. Он, как и его лучший друг Проул — робот-ниндзя, сражается с помощью нунчаков. Знает толк в моде, именно поэтому выбрал своей земной альт-формой элегантную спортивную машину.

## Биография в фильме
Появляется в качестве действующего лица в фильме «Трансформеры». Оптимус Прайм представляет Джаза Сэму Уитвики как своего лейтенанта. Впрочем, на Сэма и его подругу Микаэлу производит впечатление не должность Джаза, а его манера общаться — едва появившись на Земле, он уже лихо использует в речи земной сленг. Джаз — единственный автобот, погибший на протяжении фильма (его разорвал Мегатрон в ходе сражения автоботов с десептиконами в городе Мишн-Сити).
Появляется в фильме Бамблби

## Видеоигры

### «The Transformers»
Джаз был одним из автоботов, пытавшихся собрать по частям особый энергонный куб, ради чего ему пришлось сражаться с десептиконами.

### «Transformers (GameBoyAdvance)»
Джаз должен был стать главным героем этой игры, которая по неизвестной причине не вышла на свет.

### «Transformers: Generation 2 — Handheld Game»
Джаз был одним из автоботов, помогавших Оптимусу Прайму отбить атаку десептиконов.

### «Transformers: Call of the Future»
Джаз вместе с Оптимусом Праймом и Уилджеком отправился расследовать крушение НЛО и исчезновение автоботов на планете Зел Самин. Вскоре вместе с товарищами автобот поспешил на сигнал SOS, который оказался послан Саундвейвом. Чтобы вернуться на корабль, автоботы победили самого связиста, орды сикеров и клонов, прошли через минное поле, а затем одолели Мегатрона.

### «Transformers: War for Cybertron»
В кампании Джаз не появляется, однако за него можно поиграть в «Эскалации» после приобретения DLC.

### «Transformers: Fall of Cybertron»
В этой игре Джаз является полностью играбельным персонажем (в пятой главе кампании). По сюжету он, вместе с Клиффджампером и Сайдсвайпом, отправляется к Морю Ржавчины, чтобы найти Гримлока, командира диноботов, и его отряд. Там Клифф с Джазом обнаруживают странную активность десептиконов, после чего диверсанты автоботов разделяются. Клифф находит планетарий, где особо отмечена неизвестная планета, а Джаз находит тело Сладжа — одного из диноботов, после чего сам Джаз попадает в логово инсектиконов. А затем, вместе с Клиффом, они обнаруживают целое озеро сырого энергона и башню, в которой проводит свои эксперименты Шоквейв. Они находят и его, в то время, как он запускает башню, которая оказывается «Космическим мостом». Случайный выстрел из снайперской винтовки Джаза повреждает топливопровод. За считанные секунды Джаз и Клифф сбегают с базы и прыгают в корабль автоботов, где их поджидает Сайдсвайп.
Далее в игре Джаз появляется лишь в конце, во время финального сражения «Арка» и «Немезиды» перед тем, как оба корабля затянет в неизвестный портал. Джаз, при поддержке Джетфайера, ведет бой с Брутикусом, который пытается уничтожить топливные баки «Арка», но ему удается свалить с ног гештальт десептиконов, а после этого Джетфайер с воздуха подбивает Брутикуса ракетами, тем самым выбросив последнего с корабля автоботов. После того, как портал затянул оба корабля, судьба Джаза, как и всех других трансформеров, остается неизвестной.

## Игрушки

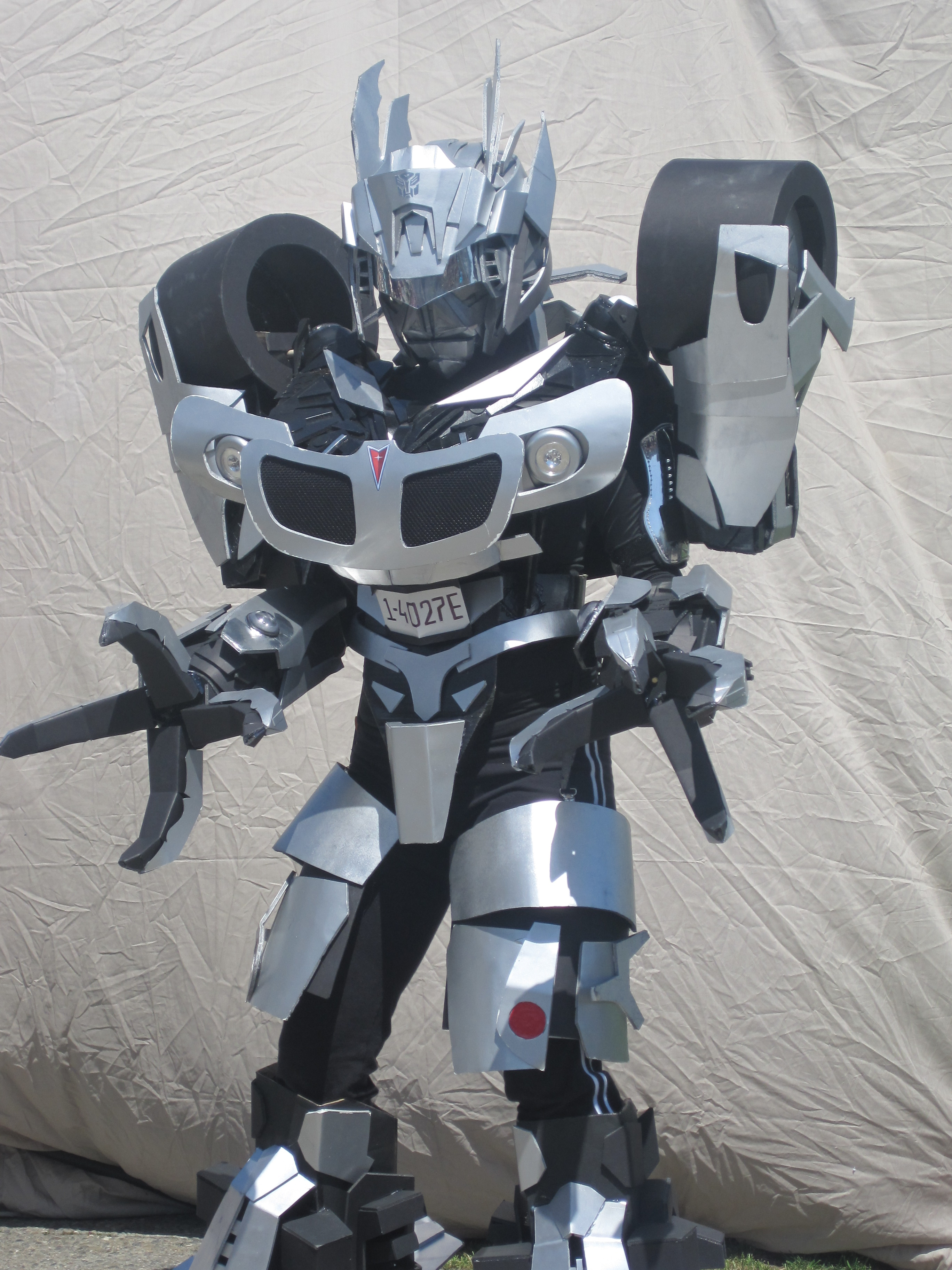

Первая версия игрушки Джаза была выпущена в 1983 году в Японии в серии «Диаклон» (англ. Diaclone). С 1984 этот же вариант выпускался в США компанией Hasbro. Моделью для его «альт-формы» послужил гоночный автомобиль Porsche 935 в той версии, которая была использована командой Martini Racing в 1981 году. Выбор Porsche 935 в качестве прообраза самого «скоростного» из автоботов был не случаен — известно, что данная модель является одним из наиболее успешных гоночных автомобилей в истории, уже в течение первых 6 лет после выпуска (1976—1981 гг.) одержав победу в пяти мировых чемпионатах и в 32-х прочих крупных состязаниях.

## Характер
На редкость ловок и расторопен. Феноменально любознателен. Прибыв на другую планету, сразу подключается к главной информационной системе, мгновенно усваивает все сведения об этом мире, а затем транслирует их своим собратьям-автоботам, тем самым существенно облегчая для них процесс адаптации в новых условиях. Способен молниеносно обрабатывать данные, поступающие с поля боя, и выдавать точные тактические советы. Очень общительный, легко вступает в контакт и заводит приятелей где угодно, что крайне важно для разведчика.
Благодаря этим своим качествам Джаз виртуозно выполняет самые сложные и опасные задания. Впрочем, временами его отвлекают от дела условности поведения обитателей иных миров, которые он находит интересными. Это иногда приводит к катастрофическим последствиям.

## Слабые стороны
Иногда его бесстрашие может причинить ему неприятности. Неохотно вступает в бой в транспортном режиме, потому что боится получить царапину на своём шикарном корпусе. Кроме того, очень тщеславен.

## Технические характеристики

Джаз и его альтернативный режим

В «G1» трансформируется в легковой автомобиль «Porsche 935 Turbo». В режиме робота может выбрасывать из «рукава» прочный металлический трос с «кошкой» на конце (с помощью этого троса он однажды спас Оптимуса Прайма, вытащив его из реки). Даже свою любовь к земной музыке он может использовать не только для собственного развлечения на досуге, но и в бою: в его корпус встроены сверхмощные стереозвуковые динамики, способные генерировать звуковые волны любого диапазона — от инфразвука до ультразвука — и любой мощности. 

По общему мнению, Джаз — один из наиболее быстрых трансформеров; именно поэтому он был включён в команду автоботов на межпланетной Олимпиаде, которая проводилась в 2006 году на планете Этения в ознаменование годовщины победы над десептиконами и Юникроном.
В фильме Майкла Бэя технические характеристики Джаза в форме робота следующие: высокая скорострельность; меткость и дальность поражения — превосходные; может поднять груз массой до 3-х тонн; оказываемое давление достигает отметки в 1,5 тонны на квадратный метр. Видеоэкран на шлеме может работать как рентген, прибор ночного видения или тепловизор, делая Джаза способным изучать атмосферные условия и параметры окружающей среды, а потом предвидеть их изменения. Броня снабжена покрытием, снижающим трение, что даёт ему возможность очень быстро передвигаться в любой среде, достигая скорости до 55 км/ч. Имеет сверхпрочный титановый боевой щит собственной конструкции со встроенным криоизлучателем. Щит усеян большим количеством датчиков, позволяющих предугадать направление удара противника и соответственно среагировать.
В форме автомобиля: скорость передвижения — до 240 км/ч; вооружён криоизлучателем, который стреляет струями жидкого азота с температурой, близкой к абсолютному нулю, что позволяет мгновенно заморозить и обездвижить противника. Тем не менее, даже все эти продвинутые технические «навороты» не спасли его от гибели…

## Появления
The Transformers — первый и второй сезоны — все серии
Transformers: The Movie
Transformers: Scramble City
The Transformers (сезон 3)
- 66. Пять ликов тьмы (Часть 1) / The Five Faces of Darkness (Part 1)
- 70. Пять ликов тьмы (часть 5) / The Five Faces of Darkness (Part 5)
- 74. До будущего ещё далеко / Forever Is a Long Time Coming
- 91. Зов из глубины веков / Call of the Primitives

Transformers: The Headmasters
- 1. Четверо небесных воинов / Four Warriors Come out of the Sky
- 2. История планеты Мастер / The Mystery of Planet Master
- 3. Рождение нового лидера / Birth of the Fantastic Double Prime
- 4. Решающая битва кассетных роботов / The Great Cassette Operation
- 10. Кризис на Кибертроне (Часть 2) / Cybertron Is in Grave Danger
- 14. Взрывы на Марсе: Крепыш Максимус в опасности / Explosion on Mars! Maximus Is in Danger

Transformers: Beast Wars
- 39. Повестка дня (Часть 3) / The Agenda (Part 3)[14]

Transformers: Armada
- 47. Предзнаменование / Portent

Transformers: Cybertron
- 32. Равновесие / Balance[14]

Transformers: Animated
Трансформеры: Роботы Под Прикрытием 2015 (1 Сезон)
- 10. Враг Под Землёй

Трансформеры: Роботы Под Прикрытием 2015 (3 Сезон:Сила Гештальтов)
- 25. Враг Моего Врага
- 26. Борцы За Свободу

Трансформеры: Юниверс
- 1. Action Blast

Трансформеры (фильм)